# Falconara Albanese
Falconara Albanese (in Arbëresh, IPA: [ar'bəreʃ]: Fallkunarë) ist eine süditalienische Gemeinde mit 1478 Einwohnern (Stand 31. Dezember 2023) in der Provinz Cosenza in Kalabrien.

## Lage und Daten
Das Gebiet der Gemeinde liegt auf einer Höhe von 516 m über dem Meeresspiegel und umfasst eine Fläche von 18 km². Falconara Albanese liegt etwa 38 km westlich von Cosenza.  Die Nachbargemeinden sind Cerisano, Fiumefreddo Bruzio, Marano Principato und San Lucido.

## Geschichte
Die Gemeinde wurde 1478 von sieben albanischen Familien Arbëresh gegründet.

## Verkehr
Falconara Albanese hatte seit 1915 einen Bahnhof an der 1987 eingestellten Zahnradbahn Paola–Cosenza.